# Leptonycteris curasoae
Leptonycteris curasoae (Miller, 1900) è un pipistrello della famiglia dei Fillostomidi diffuso nell'America meridionale e nei Caraibi.

## Descrizione

### Dimensioni
Pipistrello di medie dimensioni, con la lunghezza dell'avambraccio tra 54 e 55,3 mm.

### Aspetto
La pelliccia è corta e densa. Le parti dorsali sono grigiastre o marroni, mentre le parti ventrali sono leggermente più chiare. Il muso è lungo, con la foglia nasale piccola, eretta e lanceolata. Il mento è attraversato da un profondo solco longitudinale. La lingua è molto lunga ed estensibile con la punta ricoperta di papille filiformi. Le orecchie sono corte, triangolari e ben separate tra loro. Il trago è diritto, con l'estremità smussata ed il bordo anteriore ispessito. Le membrane alari sono marroni scure. È privo di coda, mentre l'uropatagio è ridotto ad una sottile membrana lungo la parte interna degli arti inferiori ed è privo di peli.

## Biologia

### Comportamento
Si rifugia in colonie numerose fino a 4.000 individui nelle grotte e in edifici. Tra maggio ed agosto effettua migrazioni dalle regioni andine del Venezuela verso la parte più settentrionale dell'areale. Il volo è rapido e diretto. Talvolta è in grado di rimanere sospeso in aria davanti alle infiorescenze.

### Alimentazione
Si nutre di polline, nettare, semi e frutta. È un importante impollinatore di diverse specie di Cactaceae ed Agavaceae.

### Riproduzione
Gli accoppiamenti avvengono tra la fine di novembre e gli inizi di dicembre. Femmine gravide sono state catturate a novembre e maggio,  mentre altre che allattavano sono state catturate giugno.

## Distribuzione e habitat
Questa specie è diffusa nella Colombia nord-orientale, Venezuela settentrionale e sulle isole di Aruba, Curaçao, Bonaire e Isla Margarita.
Vive in ambienti aridi e semi-aridi con fluttuazioni annuali delle temperature e precipitazioni. È associata anche a foreste e boscaglie spinose, foreste secche tropicali e zone con presenza di Pachycereus pringlei.

## Conservazione
La IUCN Red List, considerato il declino della popolazione, stimato in più del 30% nelle ultime tre generazioni a causa della distruzione e degrado del proprio habitat, classifica L.curasoae come specie vulnerabile (VU).